# François Souvenay
De sappeur François Souvenay (?-1818) werd op 31 juli 1816 door koning Willem I der Nederlanden tot ridder der IVe Klasse in de Militaire Willems-Orde benoemd. 
Souvenay dankte zijn benoeming aan het redden van een kameraad uit een diepe put in de citadel van Namen. De redding had Souvenay in levensgevaar gebracht en de koning heeft hem als dank voor zijn onverschrokken optreden geridderd in een orde die in de loop van de eeuw steeds meer het karakter van een onderscheiding voor dapperheid "in het oog van de vijand" zou krijgen.